# Converge (baptistsamfund)
För det amerikanska hardcorebandet, se Converge.
Converge är ett amerikanskt baptistsamfund, bildat 1879.

## Historia
I början av 1850-talet bedrev svenska baptistpionjärer som Gustaf Palmquist, F O Nilsson och Anders Wiberg väckelseverksamhet bland svensk-amerikaner i USA. Man arbetade i flera delstater i Mellanvästern. 1852 grundade bland andra G. Palmquist den första svenska baptistförsamlingen i USA, i Rock Island, Illinois. F O Nilsson medverkade i bildandet av församlingar såsom "Swedish Baptist Church of Village Creek" (numera "Center Baptist Church") nära Lansing, Iowa och i Minnesota församlingar i Houston, Wastedo, Chisago Lake och Scandia (numera "Oakwood Community Church" i Waconia).
1871 grundade Johan Alexander Edgren (även känd som John Alexis Edgren) Swedish Baptist Seminary i Chicago, Illinois (numera "Bethel University" i Saint Paul, Minnesota).
1879, när de svensk-talande församlingarna nått ett antal av 65, bildade man Swedish Baptist General Conference of America. Samfundet fick under flera år hjälp av American Baptist Home Mission Society och American Baptist Publication Society, tills de svenska baptisterna blev självförsörjande. I takt med att svensk-amerikanerna assimilerades allt mer i det amerikanska samhället så glömde man sitt modersmål och på 1940-talet var de flesta av församlingarna engelsktalande. 1945 strök man därför förleden "Swedish" ur namnet och bytte namn till "Baptist General Conference of America". 1956 tog man även bort slutorden "of America". År 2008 antog Baptist General Conference som rörelse (samfund) namnet "Converge Worldwide" vilket 2015 ändrades till "Converge".

## Verksamhet
Converge omfattar självstyrande församlingar i hela USA (anges 2020 vara 322 293 medlemmar i 1 312 församlingar, omfattande 17 olika etniska grupper och missionsverksamhet i 35 länder).  Nuvarande Bethel University i Saint Paul, Minnesota (och i Arlington Heights, Illinois) ägs och drivs av samfundet. Converges arbete bedrivs genom flera styrelser och årligen hålls en generalkonferens. Samfundets huvudkontor ligger numera i Orlando, Florida.
Converge tillhör National Association of Evangelicals och Baptisternas världsallians (Baptist World Alliance, BWA).